# Шарков, Александр Константинович
Алекса́ндр Константи́нович Шарко́в (укр. Олександр Костянтинович Шарков, 21 октября 1945, г. Киев — 17 марта 2017, там же) — украинский государственный деятель, начальник Главного управления разведки Службы безопасности Украины.

## Биография
1968 — с отличием окончил радиофизический факультет Киевского государственного Университета им. Т. Шевченко, свободно влалел английским, изучал немецкий. Был кандидатом в мастера спорта по академической гребле. Поступил в аспирантуру. 
1969 —  приглашен на работу в органы внешней разведки УССР. 
1980 —  1986 — сотрудник резидентуры разведки в одной из стран Ближнего Востока.
1986 —  руководитель рабочей группы по обеспечению разведывательной информацией правительственной комиссии по ликвидации последствий аварии на Чернобыльской АЭС, участник ликвидации 1 категории.
1991 — 1993 — принимал участие в создании разведывательных органов независимой Украины.
1993 — 1995 —  начальник Главного управления разведки СБУ.
2001 — 2004 — советник Секретаря Совета национальной безопасности и обороны Украины.
2004 — 2017 — советник Председателя Службы внешней разведки Украины.